# Ulrike Wolf

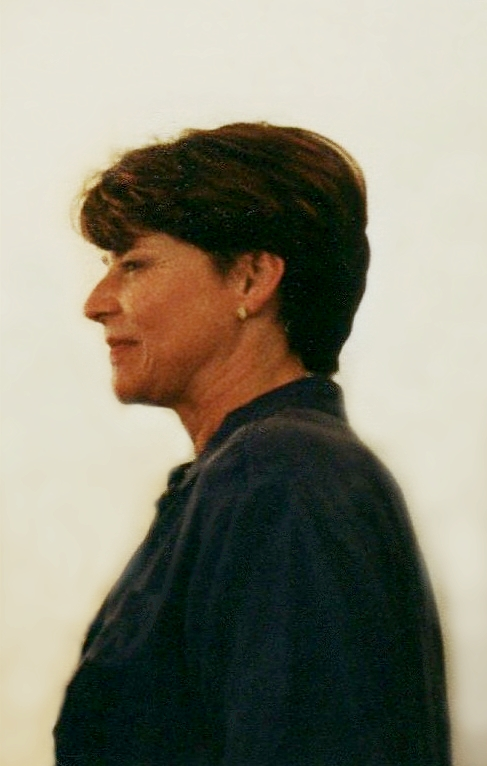
Ulrike Wolf (um 1990)

Ulrike Wolf (* 8. September 1944 in Bautzen) ist eine deutsche Journalistin und Moderatorin.

## Leben
Nach dem Abitur in Altena  1964 volontierte sie bei den Lüdenscheider Nachrichten. 1965/66 besuchte sie einen Jahrgangslehrgang der Deutschen Journalistenschule. 1966 begann sie als Redakteurin der Frauenzeitschrift Constanze in Hamburg.
Ab 1971 arbeitete Wolf für die ARD und wurde durch ihre Arbeit bei der Tagesschau bekannt. 1977 wurde sie Redakteurin bei ARD-aktuell. Ab 1985 moderierte sie die Tagesthemen als eine der ersten weiblichen Moderatoren (seit Barbara Dickmanns Premiere 1979).
1987 wurde sie Chefin des NDR-Fernsehens im Bereich „Politik und Zeitgeschehen“. Von 1991 bis 2011 war Ulrike Wolf Direktorin des MDR-Landesfunkhauses Sachsen. Sie wurde 2001 und 2006 in dieser Funktion bestätigt. Ihre Nachfolge trat 2011 Sandro Viroli an.
Neben ihrer journalistischen Tätigkeit engagierte Wolf sich zeitweilig politisch in der CDU. Von 1974 bis 1982 gehörte sie der Bezirksversammlung des Hamburger Bezirks Eimsbüttel an, unter anderem als stellvertretende Fraktionsvorsitzende. Zusammen mit ihrem Mann gab sie ein Anzeigenblatt für die Hamburger Stadtteile Niendorf, Lokstedt und Schnelsen heraus.